# Adrián Coria
Adrián Norberto Coria (Buenos Aires, 23 de mayo de 1977) es un exfutbolista y entrenador argentino. Jugaba de delantero y su último equipo fue Sportivo Desamparados de la Primera B Nacional.

## Trayectoria
Comenzó su carrera en las divisiones menores del "Club Atlético Platense". En el año 1995 fue ascendido al primer equipo. 
Participó en las Copas Libertadores de 1998 con San Lorenzo y de 1999 y 2000 con Universitario de Deportes del Perú.
En el 2005 es voceado su pase al Club Atlético Alvarado de Mar del Plata, pero llega al Club Atlético Mitre de Santiago del Estero. Luego se incorpora al Club Deportivo Marathón de la Liga Nacional de Fútbol de Honduras para luego regresar al fútbol argentino en el Club Douglas Haig.
En el 2008 llega al Club Sportivo Desamparados, de la Provincia de San Juan, y juega en el Torneo Argentino A.

## Clubes

### Como futbolista
| Club                   | País      | Año       |
| ---------------------- | --------- | --------- |
| Platense               | Argentina | 1994-1997 |
| San Lorenzo            | Argentina | 1998      |
| Universitario          | Perú      | 1999-2000 |
| Almagro                | Argentina | 2001      |
| Comunicaciones         | Guatemala | 2002      |
| Gimnasia y Esgrima (J) | Argentina | 2003      |
| Chaco For Ever         | Argentina | 2004      |
| Miramar Misiones       | Uruguay   | 2005      |
| 12 de Octubre          | Paraguay  | 2005      |
| Mitre (SdE)            | Argentina | 2006      |
| Marathón               | Honduras  | 2006      |
| Douglas Haig           | Argentina | 2006-2007 |
| Desamparados           | Argentina | 2008-2009 |
| Juventud Unida (G)     | Argentina | 2009      |

### Como entrenador
| Club                         | País      | Año       | PJ | G  | E | P  | Efectividad |
| ---------------------------- | --------- | --------- | -- | -- | - | -- | ----------- |
| Selección sub-20 de Paraguay | Paraguay  | 2010-2012 | 13 | 5  | 2 | 6  | 43.59%      |
| Sportivo Luqueño             | Paraguay  | 2017      | 8  | 2  | 3 | 3  | 37.5%       |
| Newell's Old Boys            | Argentina | 2022      | 12 | 5  | 2 | 5  | 47.23%      |
| Total                        | Total     | Total     | 33 | 12 | 7 | 14 | 49%         |

## Palmarés

### Campeonatos nacionales
| Título          | Club          | País | Año  |
| --------------- | ------------- | ---- | ---- |
| Torneo Apertura | Universitario | Perú | 1999 |